# Kammerherre
 Denne artikel omhandler overvejende eller alene danske forhold. Hjælp gerne med at gøre artiklen mere almen.
Titlen kammerherre anvendes ved hoffet. En kammerherre har oprindeligt været en fremtrædende embedsmand – ofte en adelig – med adgang til kongens kammer (deraf titlen). I dag anvendes den som ærestitel. Der udnævnes fortsat kammerherrer. Det er den siddende regent, der afgør, hvem titlen skal gives til. Oftest bliver den givet til afgåede højere embedsmænd eller til besiddere af større godser. Desuden er cheferne for Den Kongelige Livgarde og Gardehusarregimentet kammerherrer.
Tidligere fandtes også hoftitlerne kammerjunker og kammerpage, der rangerer under kammerherre. Kammerjunker har ikke været brugt siden 1947 og kammerpage ikke i flere hundrede år. En hoftitel, som fortsat er i brug, er hofjægermester.
Hoffet gør brug af kammerherrerne når en nytiltrådt ambassadør skal ledsages til sin første audiens hos dronningen samt ved større festligheder i kongehuset.
Kammerherrer "i tjeneste" bærer en rød uniform med en kammerherrenøgle på højre frakkeskøde.
Dronning Margrethe 2. har også udnævnt kvindelige kammerherrer, der tillægges titlen kammerdame. Kammerdamerne har ikke uniform. Mens en kammerherres hustru benævnes kammerherreinde, findes der ingen tilsvarende titel til en kammerdames ægtemand.
Kammerherrer er indplaceret i Rangfølgens klasse 2, nr. 5.
Pr. 24.2. 2012 var der 102 kammerherrer og 9 kammerdamer i Danmark. I 2022 var antallet gået op til 128 kammerdamer og -herrer.